# Сайдип
Сайди́п (рос. Сайдып) — село у складі Солтонського району Алтайського краю, Росія. Входить до складу Карабінської сільської ради.

## Населення
Населення — 242 особи (2010; 333 у 2002).
Національний склад (станом на 2002 рік):
- росіяни — 97 %